# Chenghe (köpinghuvudort i Kina, Hubei Sheng, lat 32,29, long 112,43)
Chenghe (kinesiska: 程河, 程河镇) är en köpinghuvudort i Kina. Den ligger i provinsen Hubei, i den centrala delen av landet, omkring 260 kilometer nordväst om provinshuvudstaden Wuhan. Antalet invånare är 56 993. Befolkningen består av 28 130 kvinnor och 28 863 män. Barn under 15 år utgör 19,0 %, vuxna 15-64 år 71 %, och äldre över 65 år 9,0 %.
Runt Chenghe är det tätbefolkat, med 383 invånare per kvadratkilometer. Närmaste större samhälle är Qifang, 15,9 km sydost om Chenghe. Trakten runt Chenghe består till största delen av jordbruksmark.
Genomsnittlig årsnederbörd är 862 millimeter. Den regnigaste månaden är augusti, med i genomsnitt 146 mm nederbörd, och den torraste är januari, med 8 mm nederbörd.